# The Idea of Justice
The Idea of Justice (Tư tưởng về công bằng) là một trong những cuốn sách của Amartya Sen.
Cuốn Tư tưởng về công bằng được xuất bản năm 2009 là công trình lớn của ông để đưa ra một lý thuyết về công bằng bao quát, có tính thực tiễn cao và mang nhiều hàm ý chính sách xã hội sâu sắc và hết sức thiết thực. Cuốn sách được mô tả bởi The Economist là "tổng kết đồ sộ các công trình của riêng ông Sen về lý luận kinh tế và về các yếu tố và đo lường của đời sống con người
".
Có hai cách tiếp cận chủ yếu đến công bằng, hai cách tiếp cận bổ sung cho nhau. Cách thứ nhất tìm kiếm sự công bằng hoàn hảo thông qua việc xây dựng các định chế hoàn hảo, mà tác phẩm A Theory of Justice của John Rawls là điển hình. Cách tiếp cận này đã giúp chúng ta hiểu biết sâu sắc về công bằng.
Cách tiếp cận thứ hai dựa trên bản thân cuộc sống, trên hiện thực hóa xã hội và tìm cách giảm bớt những bất công (tức là nâng cao công bằng). Cuốn sách của A. Sen dùng cách tiếp cận thứ hai này. Cách tiếp cận này thiết thực hơn, thực tiễn hơn và giúp chúng ta hiểu đúng các vấn đề về công bằng, dân chủ trong mỗi quốc gia và trên phạm vi toàn thế giới.

## Nội dung
PHẦN I Các đòi hỏi của công bằng
1 Lý tính và Tính khách quan
2 Rawls và Xa hơn
3 Các Định chế và các Cá nhân
4 Tiếng nói và Lựa chọn Xã hội
5 Tính Không thiên vị và tính Khách quan
6 Tính Không thiên vị Đóng và Mở
PHẦN II Các Hình thức Lập luận
7 Vị trí, Tính Xác đáng và Ảo tưởng
8 Tính Duy lý và Những người Khác
9 Tính có nhiều L. do Không thiên vị
10 Hiện thực hóa, Hậu quả và Khả năng hành động
PHẦN III Tư liệu về Công bằng
11 Sinh mệnh, Quyền tự do và Năng lực
12 Năng lực và Nguồn lực
13 Hạnh phúc, Khỏe mạnh hạnh phúc và Năng lực
14 Bình đẳng và Tự do
PHẦN IV Tư liệu về Công bằng
15 Dân chủ như Lý tính Công
16 Thực hành Dân chủ
17 Quyền Con người và các Mệnh lệnh Toàn cầu
18 Công bằng và Thế giới